# Reginald Doherty
Reginald Doherty (Wimbledon, 14 oktober 1872 – Kensington, 29 december 1910) was een Britse tennisspeler. Hij won viermaal het enkelspel op Wimbledon en was eenmaal finalist op de US Championships.
Daarnaast was hij samen met zijn broer Laurence Doherty een zeer succesvol dubbelduo. Samen wonnen ze tien grandslamtoernooien waarvan acht keer Wimbledon en tweemaal de US Championships. Verder won hij op de Spelen van 1900 het dubbelspel met zijn broer, het gemengd dubbelspel met Charlotte Cooper en een bronzen medaille in het enkelspel. In 1908 won hij samen met George Hillyard nogmaals goud in het herendubbelspel. Doherty won zesmaal het Toernooi van Monte Carlo.
Tevens won hij met het Britse team de International Lawn Tennis Challenge van 1903 tot en met 1906.